# Frieda Hempel
Pour les articles homonymes, voir Hempel.

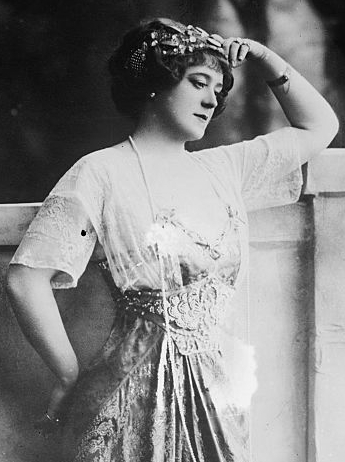
Frieda Hempel en costume

Frieda Hempel (26 juin 1885 – 7 octobre 1955) est une soprano allemande, chanteuse d'opéra et concertiste, qui a eu une carrière internationale en Europe et aux États-Unis.

## Biographie
Frieda Hempel est née à Leipzig, en Allemagne, et étudie d'abord au conservatoire de Leipzig et entre ensuite au conservatoire Stern, de Berlin, où elle est l'élève de Selma Nicklass-Kempner (de). Elle fait ses premières apparitions à Breslau, chantant le rôle de Violetta dans La traviata, la Reine de la Nuit dans La Flûte enchantée et de Rosina dans Le Barbier de Séville. Elle fait ses débuts à Schwerin en 1905, et est y engagée pour les deux années suivantes, chantant aussi les rôles de Gilda dans Rigoletto, Leonora dans Il trovatore et Woglinde dans L'Or du Rhin.
Elle a un tel succès que le Kaiser Guillaume II demande aux autorités de Schwerin de la libérer pour chanter aussi à Berlin. Elle y fait ses débuts en 1905 dans le rôle de Frau Fluth dans Die lustigen Weiber von Windsor de Nicolai. Elle chante à l'Opéra royal de Berlin, de 1907 à 1912, où elle est admirée dans le rôle-titre dans Lucia di Lammermoor, Marguerite de Valois dans Les Huguenots et Marie dans La Fille du régiment. Elle se produit au Théâtre-Français en mai 1909.

### Carrière internationale
Elle apparaît à Covent Garden, à Londres en 1907, dans le rôle-titre de Bastien und Bastienne, dans Hänsel und Gretel de Humperdinck, dans les rôles d'Eva dans Die Meistersinger von Nürnberg et Elsa dans Lohengrin et encore Frau Fluth ; avec Nellie Melba et Selma Kurz dans les rôles principaux.
En 1912, elle fait ses débuts au Metropolitan Opera à New York, dans le rôle de Marguerite de Valois dans  Les Huguenots. Elle chante régulièrement à New York, dans les années 1920. Elle est la première à chanter le rôle de la Maréchale dans Der Rosenkavalier à New York pour Gatti-Casazza, le 9 décembre 1913 et à Berlin, elle chante également le rôle à Londres en 1913. Elle chante le rôle d'Oscar dans un ballo in maschera au Met en 1913, avec Caruso, Emmy Destinn, Margarete Matzenauer et Pasquale Amato ; Les Noces de Figaro en 1916, avec Matzenauer, Geraldine Farrar et Antonio Scotti et  La Fille du régiment en 1917. Hempel a un très large répertoire dramatique, de Rosina ou la Reine de la Nuit à Eva de Wagner et Euryanthe de Weber, reprise au Met en 1914.

### Récitals
Après 1919, elle se consacre aux récitals, et quitte le Metropolitan un peu brusquement, ouvrant la voie à la carrière de Amelita Galli-Curci. Cependant elle fait ensuite une seconde carrière sur scène, excelle dans les récitals de lieder de Mozart, Schubert, Schumann, Brahms et Hugo Wolf, comme dans les concerts d'arias de Mozart. Elle devient célèbre pour les récitals dans lesquels elle apparaît dans le costume de la célèbre soprano du dix-neuvième siècle Jenny Lind.

## Décès
Elle meurt à Berlin en 1955.

## Enregistrements
Frieda Hempel  commence à faire des enregistrements en Allemagne pour Odeon en 1906 et, plus tard, enregistre pour Gramophone Company (HMV) en Angleterre ainsi que pour Victor Talking Machine Company et Edison Records aux États-Unis, la plupart par le processus acoustique. 
Sa voix peut être écoutée sur l'album d'anthologie The Record of Singing Volume I (1899-1919)
 Enregistrements avec Frieda Hempel lire en ligne sur Gallica

## Enseignement
Ses élèves comprennent le futur ²professeur de chant, spécialiste de Bel canto, Cornelius L. Reid (en).